# DLA0817g
DLA0817g, также известная как Галактика Вольфа или Диск Вольфа, — холодная массивная вращающаяся дисковая галактика, расположенная в созвездии Рака на расстоянии 12,276 млрд световых лет от Земли.

## Описание
Это большая вращающаяся дисковая галактика, масса которой составляет приблизительно 72 млрд солнечных масс, относящаяся к раннему возрасту Вселенной, примерно через 1,5 млрд лет после Большого взрыва. Это противоречит предыдущим моделям, описывающим образование и эволюцию галактик и предсказывающим постепенное и постепенное увеличение галактических размеров.
Скорость вращения объекта сопоставима со скоростью вращения зрелой галактики, как, например, Млечный Путь, и составляет примерно 272 км/с (610 000 м/ч). Этот объект получил также название «Галактика Вольфа» или «Диск Вольфа» в честь американского астрофизика Артура Майкла Вольфа (англ. Arthur Michael Wolfe), одного из первооткрывателей эффекта Сакса-Вольфа.

## Наблюдение
Недавно была обнаружена галактика SPT0418-47 — другая звёздная система примерно того же возраста, тоже имеющая диск, однако, SPT0418-47 изучена более детально и она имеет балдж, в связи с чем более похожа на Млечный Путь, чем DLA0817g и любая другая известная ранняя галактика.

## Обнаружение и исследования
Этот астрономический объект обнаружен в 2017 году путём наблюдений, проведённых с помощью интерферометра телескопа ALMA, позже изучен с помощью обсерватории JVLA и космического телескопа Хаббл.